# Coluber andreanus
Coluber andreanus é uma espécie de cobra colubrídea.